# Leyland Motors

Logo

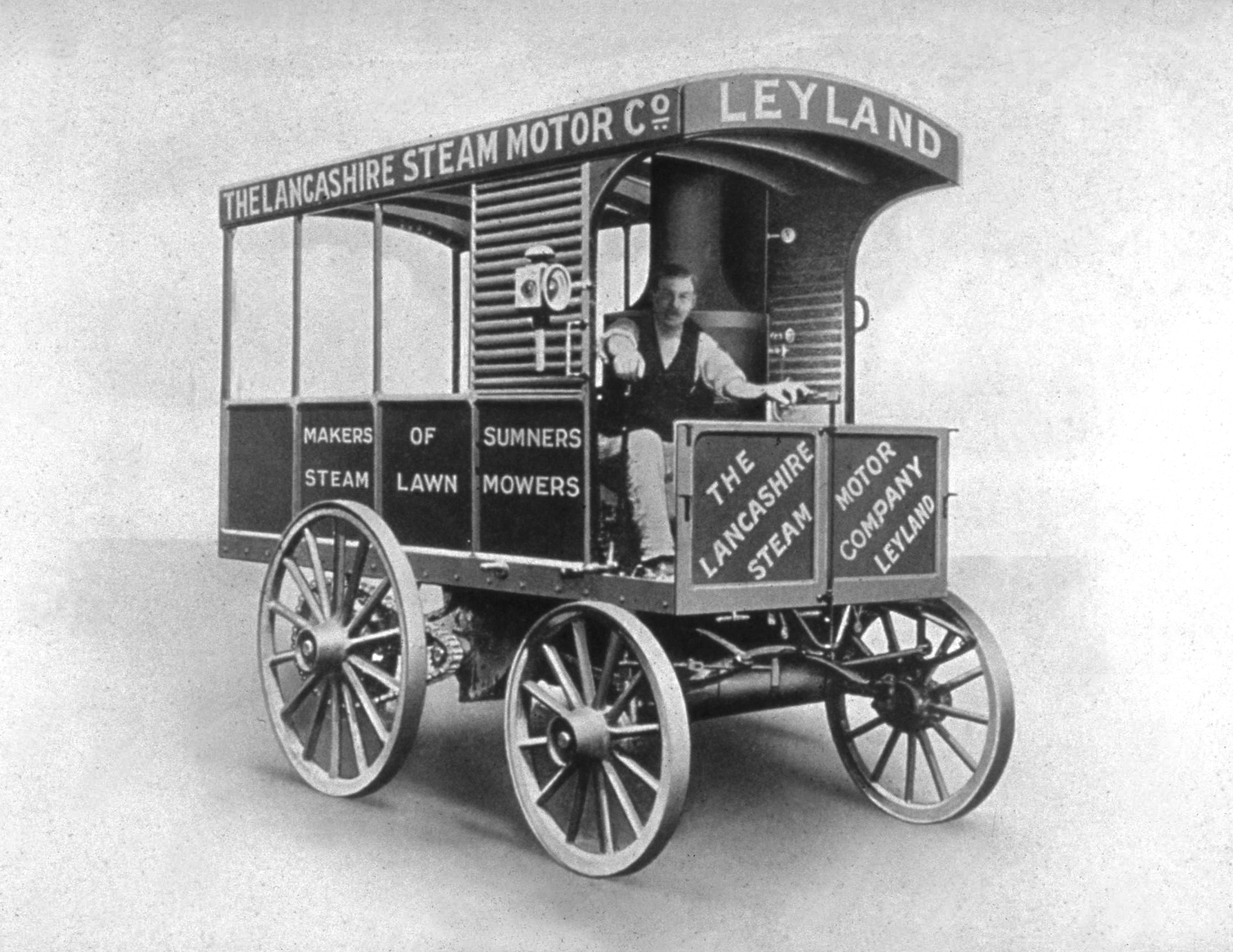
Leyland Steam Van (Dampfwagen)

Leyland Motors war ein britischer Fahrzeughersteller. Das Nachfolgeunternehmen Leyland Trucks gehört heute zum Paccar-Konzern und produziert Lastkraftwagen der Marke DAF. Die Bussparte kam 1988 zur Volvo Group.

## Geschichte

### Leyland Motors

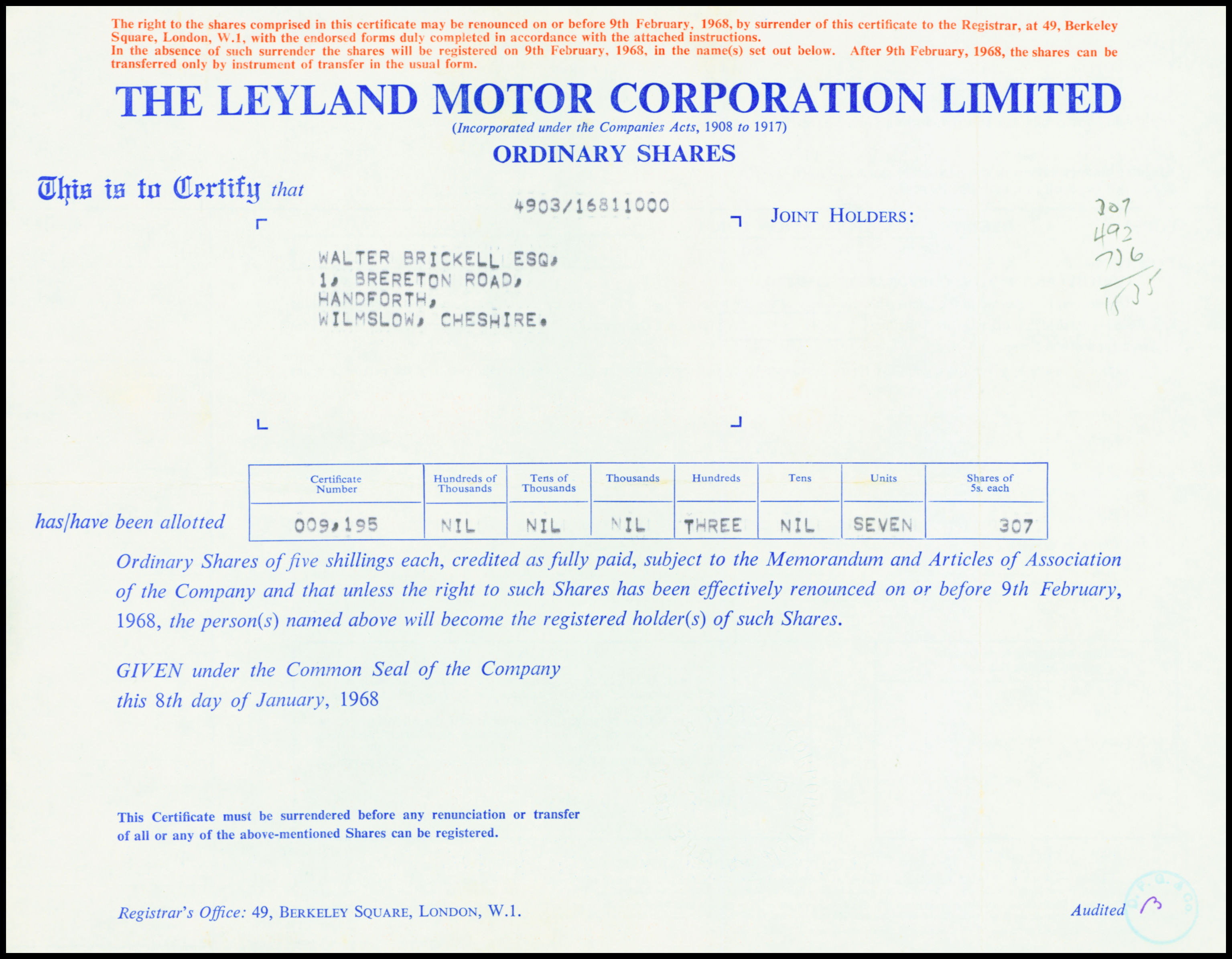
Aktie der Leyland Motor Corporation Ltd vom 8. Januar 1968

1896 gründeten die Familien Sumner und Spurrier die Lancashire Steam Motor Company in der Stadt Leyland in Lancashire (North West England). Erstes Modell war der Lancashire Steam Van, ein Lastwagen (Lkw) mit 1½ Tonnen Nutzlast und Dampfantrieb, einer in Großbritannien damals populären Antriebsart. 1905 begann man auch Fahrzeuge mit Ottomotoren herzustellen. Als man 1907 eine zweite Fabrik in der Nachbarstadt Chorley baute, die noch heute Sitz des LEX-Leasing und Teileservice ist, benannte man die Lancashire Dampf Motor Company zu Leyland Motors um.
Zwischen 1920 und 1923 wurden einige Personenkraftwagen des Typs Leyland Eight hergestellt, mit dem J. G. Parry-Thomas 1926 mit etwa 275 km/h einen Landgeschwindigkeitsrekord aufstellte. Außerdem erfolgten erste Versuche mit Dieselmotoren, die ab den 1930er Jahren in Serie produziert wurden. In dieser Zeit stieg die Firma zu einem der wichtigsten britischen Lkw- und Bus-Hersteller auf. In den 1960er Jahren war Leyland fortschrittlich bei der Entwicklung und Verwendung des modernen, großzügig verglasten Kippfahrerhauses Ergomatic für Frontlenker-Lkw. Mit dem Sechszylinder-Dieselmotor Typ 500 führte Leyland 1968 bei der Bemessung der Bauteile das metrische System ein. Eine Besonderheit des Motors war der zusammengegossene Zylinder und Zylinderkopf, was eine Zylinderkopfdichtung überflüssig machte, siehe auch Sackzylinder.
Leyland trug auch lange zu einer britischen Besonderheit bei: den milk floats (wörtlich „Milchflößen“) genannten Lieferwagen, mit denen die Haushalte allmorgendlich mit Frischmilch versorgt wurden. Mit diesen hatte Leyland lange einen hohen Marktanteil.
In den 1950er Jahren wurden die Konkurrenten Scammell und Albion übernommen. Ab 1953 wurden Leyland-Motoren beim niederländischen Hersteller DAF verwendet, später stellte dieser Leyland-Dieselmotoren in Lizenz her. 1955 beteiligte sich Leyland an dem indischen Unternehmen Ashok Leyland.
1962 wurde der Konkurrent AEC aufgekauft. 1967 kaufte man mit Aveling-Barford einen Hersteller von Baumaschinen.

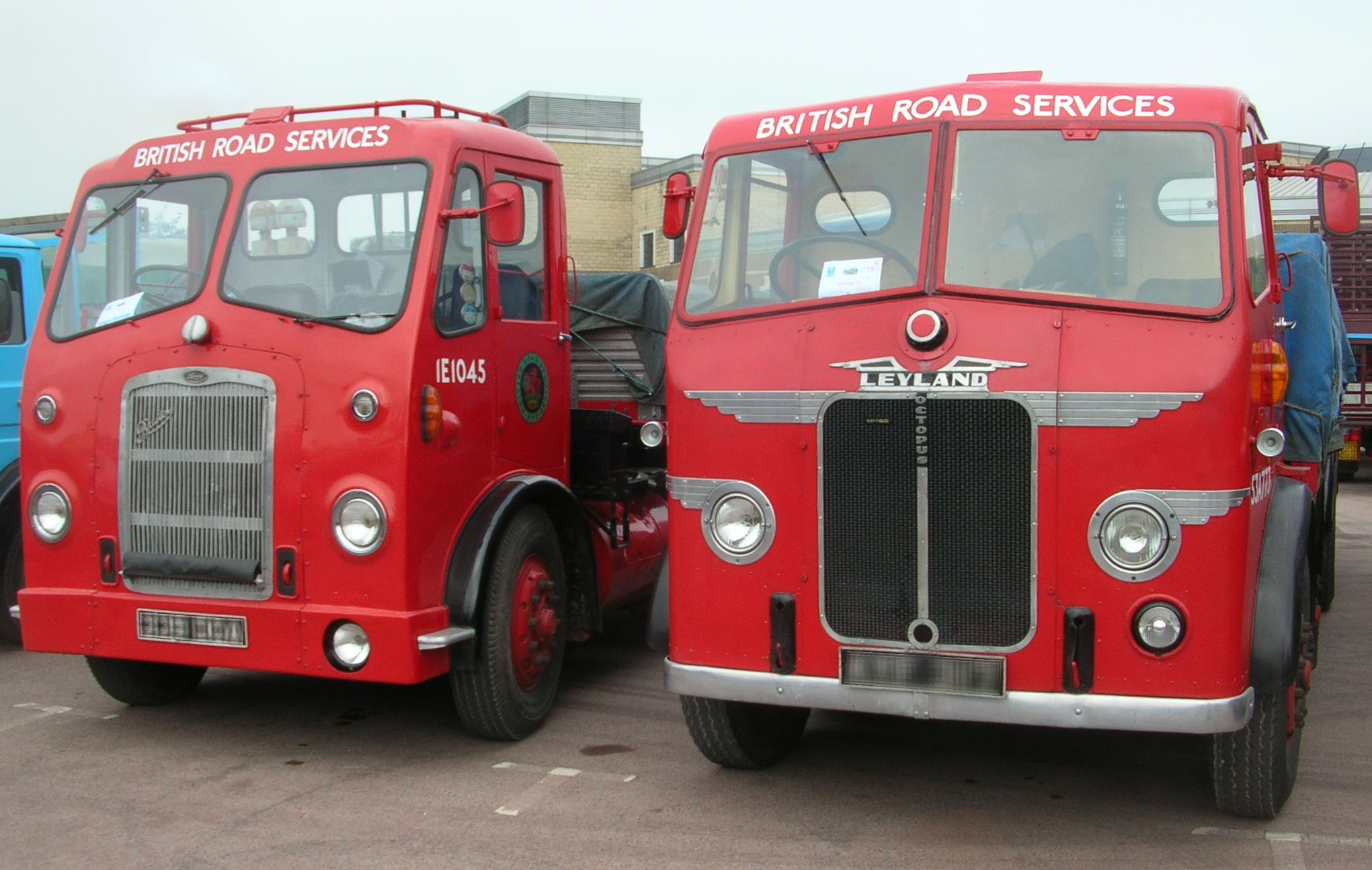
Leyland Trucks
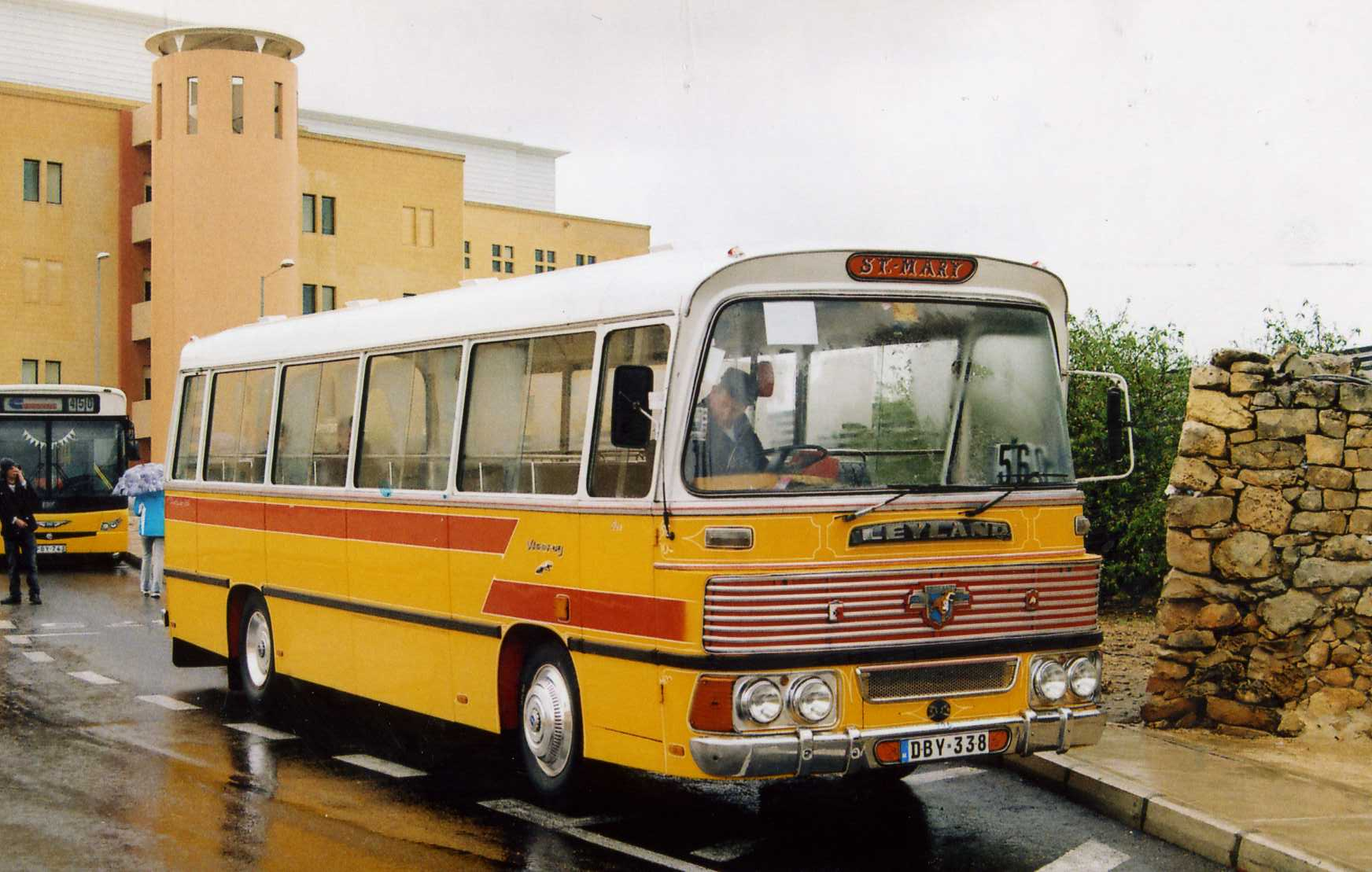
Leyland Bus
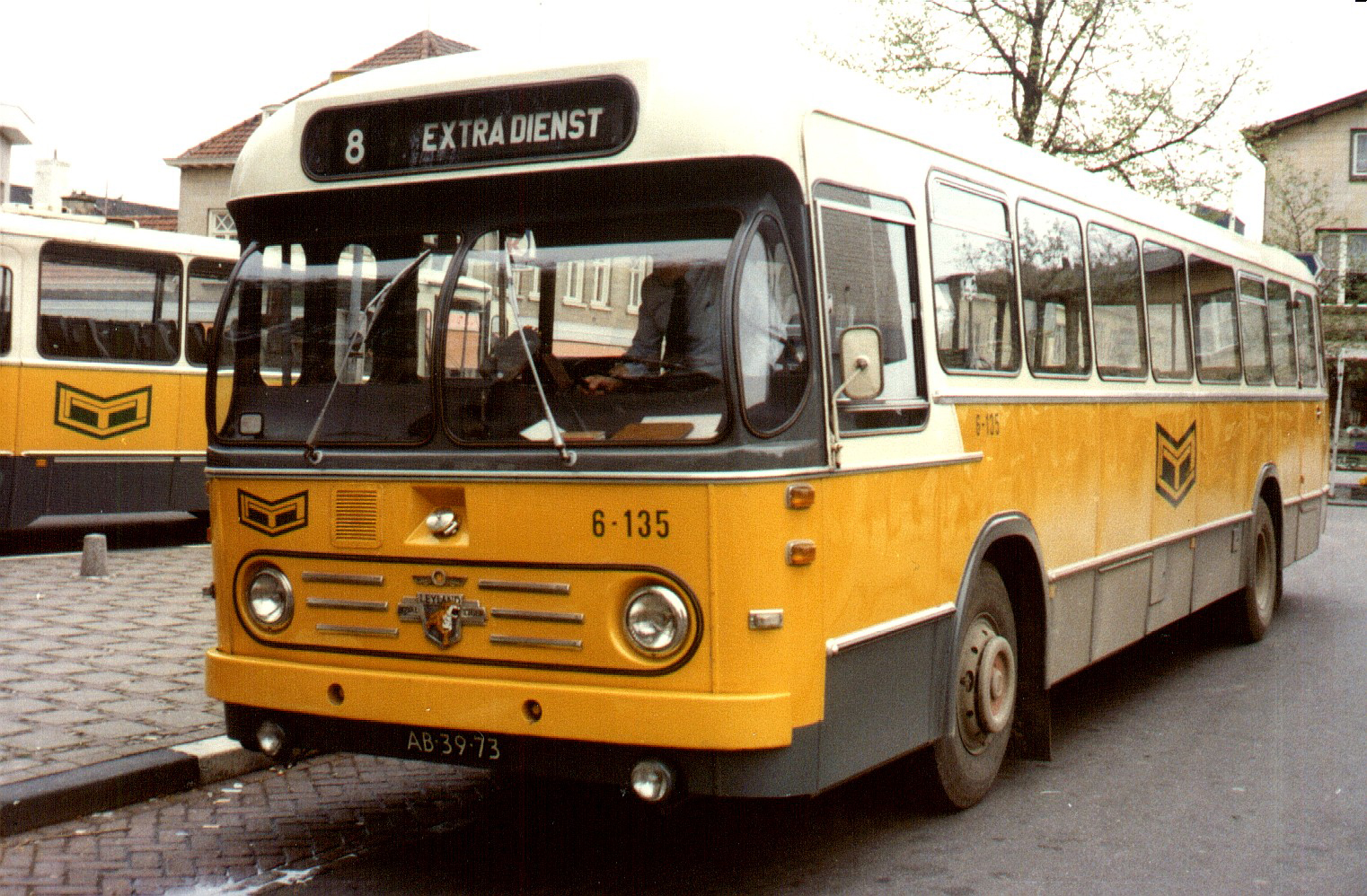
Leyland-Den Oudsten Bus aus den 1970er Jahren
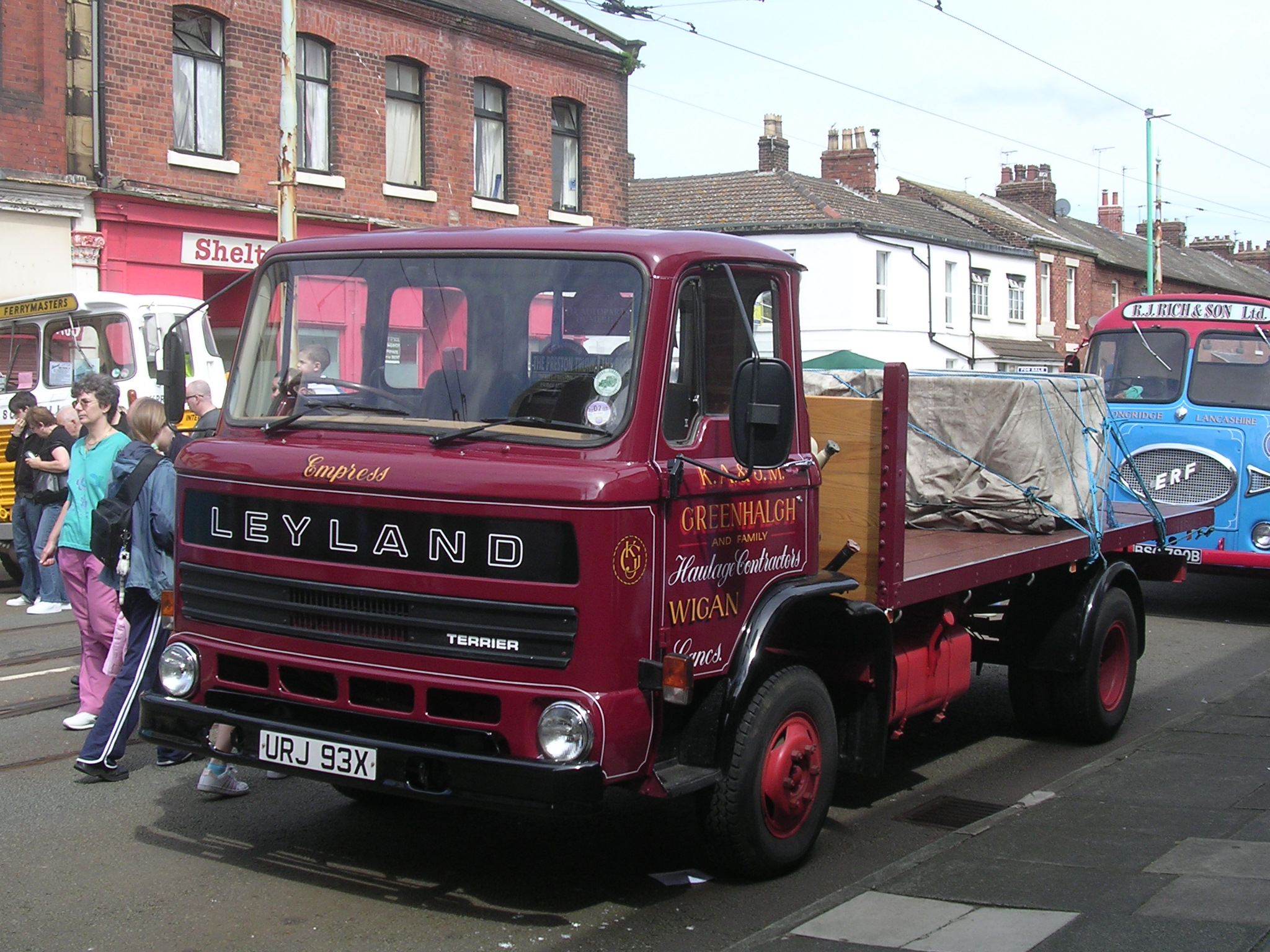
Leyland Terrier
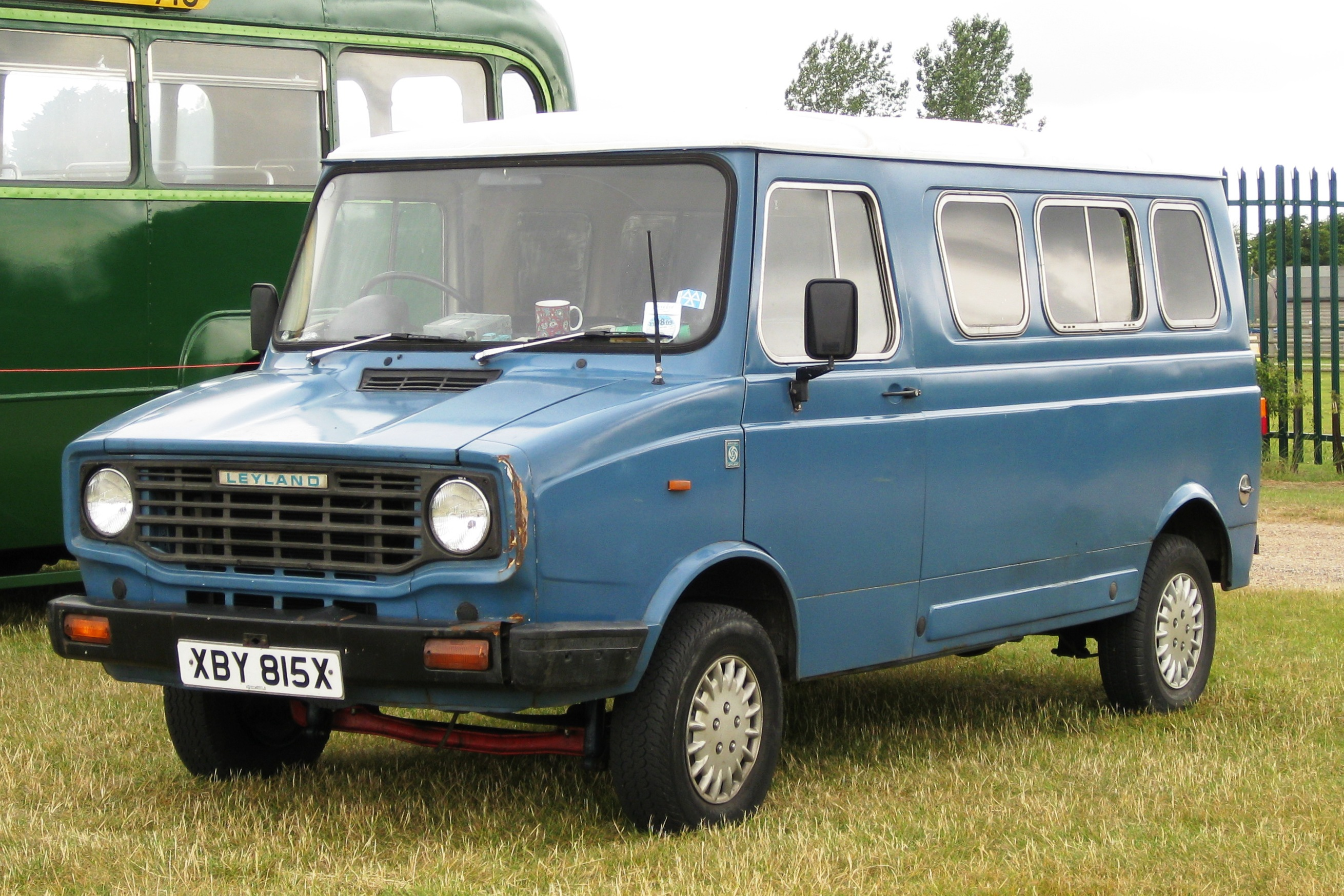
Leyland Sherpa
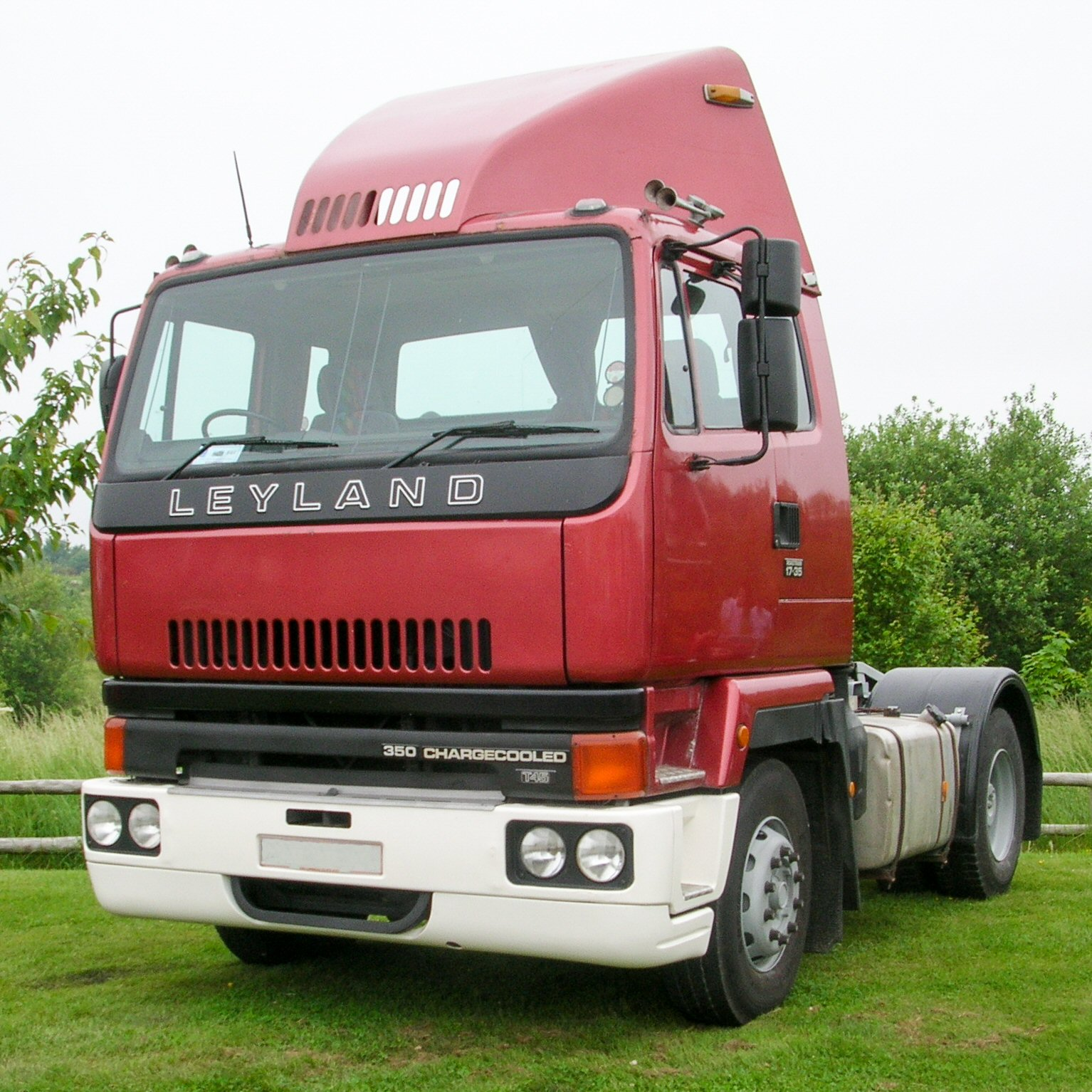
Leyland Roadtrain 1988

### British Leyland Motor Corporation
Ende der 1960er Jahre kam es zur Fusion mit den weiteren britischen Herstellern BMC Trucks und Guy, die sich unter dem Namen British Leyland Motor Corporation vereinten. Nach massiven Problemen wurde BLMC 1975 verstaatlicht, verlor jedoch weiter Marktanteile.
Die neue britische Regierung unter Margaret Thatcher führte eine Reprivatisierung der englischen Fahrzeugindustrie durch. So wurde 1982 aus einem Großteil von BLMC die Austin Rover Group. Während die Lieferwagen und Van-Modelle Leyland Sherpa zu Freight Rover kamen, waren die Lkw nun bei Leyland Trucks und die Busse bei Leyland Buses. 1987 wurde die Bussparte von Leyland aus dem inzwischen zur Rover Group gewordenen Bereich ausgegliedert und am 30. März 1988 an Volvo Buses veräußert.

### Leyland DAF
Leyland Trucks wurde zusammen mit Freight Rover in das gemeinsam mit DAF gegründete Unternehmen Leyland DAF eingebracht, woran die Rover Group einen Anteil von 40 % hatte. 1993 wurde Leyland DAF insolvent. Aus der Insolvenz gingen unter anderem LDV und Leyland Trucks Limited hervor.

### Leyland Trucks Limited
Leyland Trucks Ltd. produzierte weiter Lkw am Standort Leyland, die neben den eigenen Fahrzeugen auch von DAF-Lkw abgeleitet waren. 1998 wurde das Unternehmen von der Paccar-Gruppe übernommen, zu der inzwischen auch DAF gehörte. Im Jahr 2000 wurde Leyland Trucks die Produktion der Foden-Lkw übertragen.

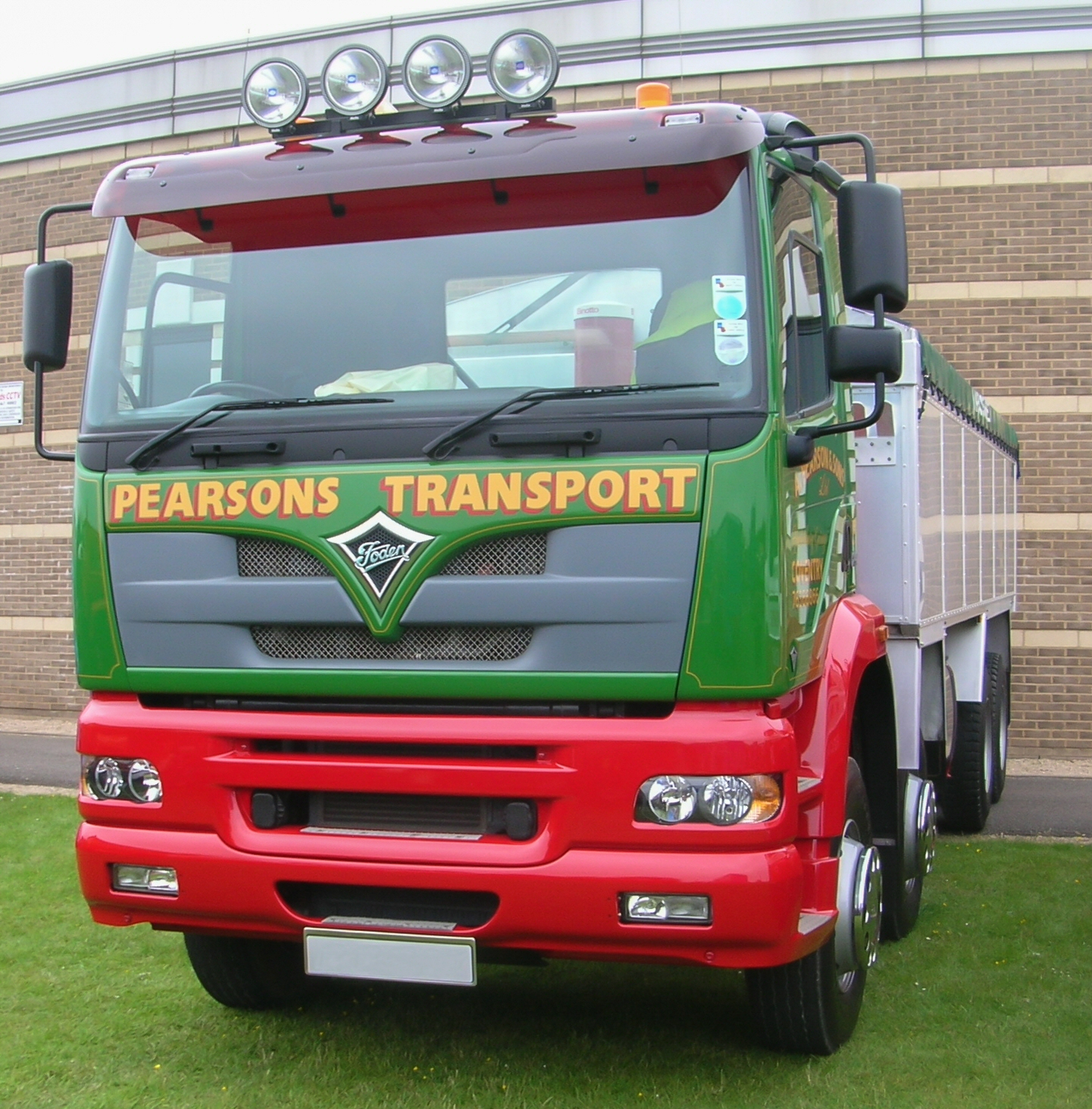
Foden Truck 2004
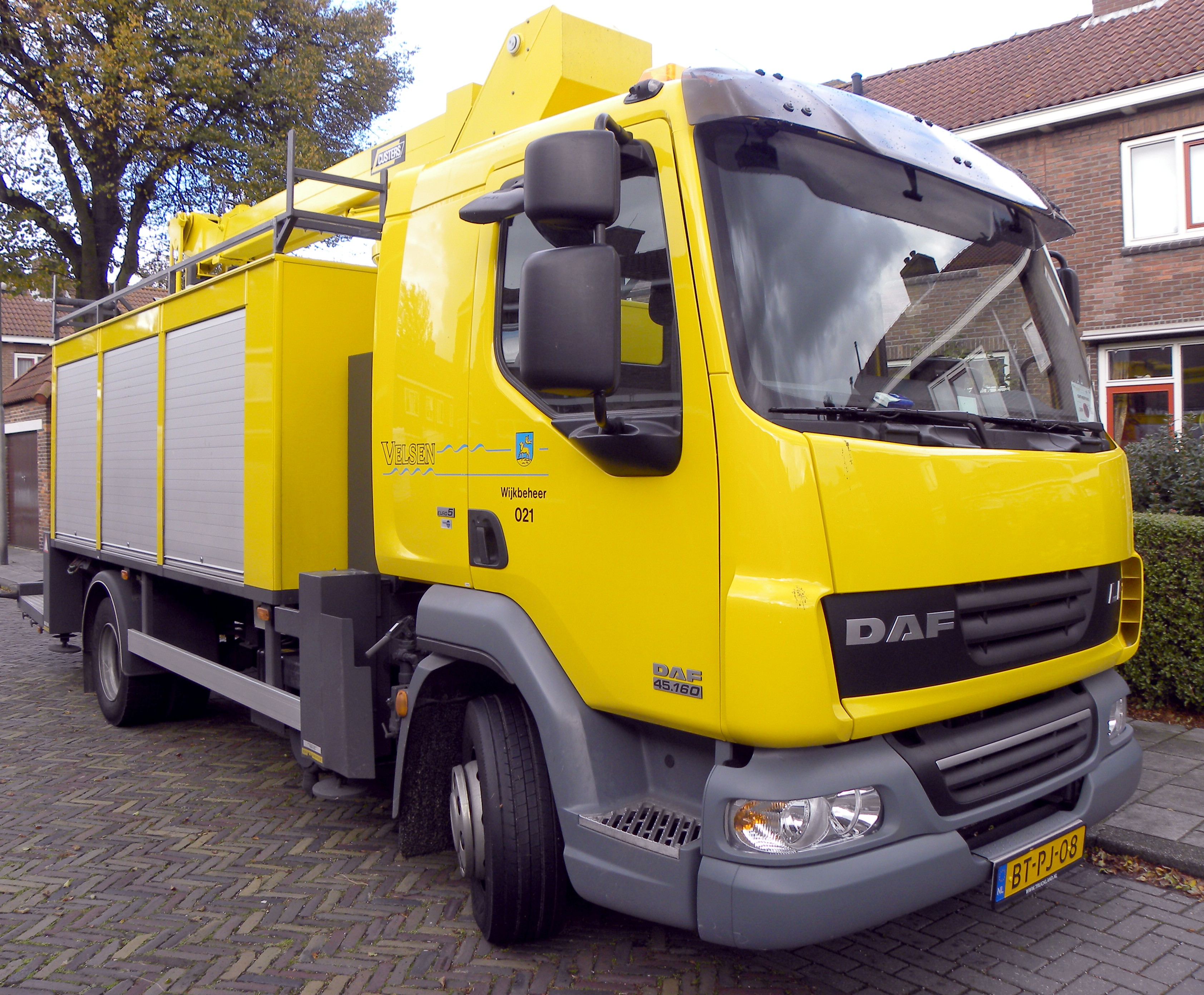
DAF LF

Mit der Einführung des DAF LF endete die offizielle Verwendung der Marke Leyland auf Fahrzeugen. Der DAF LF, der von Leyland Trucks entwickelt und gebaut wurde, gewann 2002 die Auszeichnung Truck of the Year. 2005 startete Leyland Trucks die automatische Lackierung von Lkw-Chassis durch Roboter am laufenden Band, ein Novum in der Branche. Im Jahr 2006 endete die Produktion der Foden-Lkw nach der Entscheidung, die Marke Foden einzustellen. Damit gab es außer LDV keinen englischen Nutzfahrzeughersteller mehr.
Am 17. April 2008 wurde der 300.000. Lkw von Leyland Trucks produziert, der Kunde Mark Armstrong Transport Ltd. nahm seinen DAF XF 105 direkt vom Fließband entgegen.
2008 stellte Leyland Trucks 24.700 Lkw im Montagewerk her, und DAF erreichte im britischen Markt einen Anteil von 27,3 %. Im April 2009 wurde Leyland Trucks mit dem renommierten Queens Award for Enterprise in International Trade ausgezeichnet.

## Liste der Busfahrgestelle von Leyland

### 1919–1925

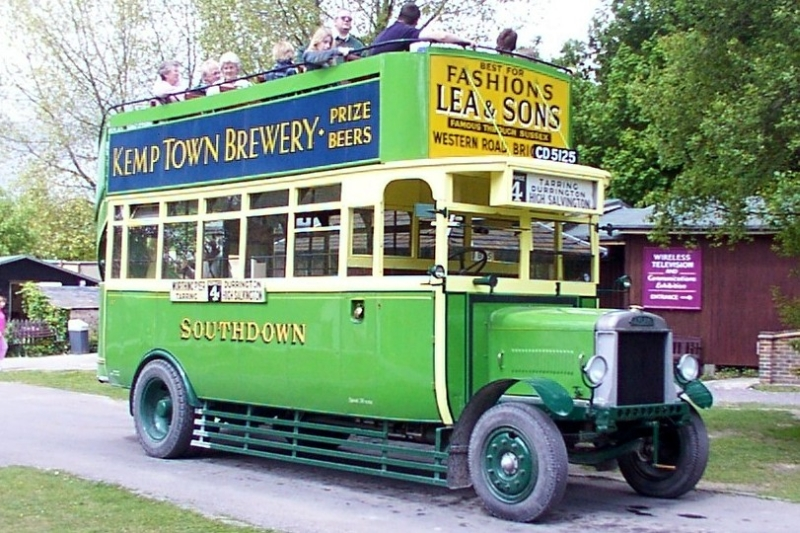
Leyland Type N Bus

Leyland stellte für die Omnibusse nur die Fahrgestelle und Motoren her, die Aufbauten wurden im Auftrag der Busbetreiber von verschiedenen Karosseriebauunternehmen hergestellt.
A1, A5, A7, A9, A11, A13: 1920–1926
B: 1919/1920
C, C1, C5, C7, C9: 1919–1926
D: 1920–1924
E: 1919/1920
F: 1919
G, G1, G2, G3, G4, G5, G6, G7, G8: 1919–1924
H: 1919/1920
J: 1919/1920
K: 1919
L: 1919/1920
M, M1: 1919–1921
N: 1919–1921
O, O1: 1919–1921
RAF: 1919–1925
SG2, SG4, SG6, SG7, SG9, SG11: 1923–1926
GH2, GH4, GH5, GH7, GH8: 1923–1926
OP2: 1921–1924
OH2: 1923–1926: LB2, LB4, LB5: 1922–1926
Z3, Z4, Z5, Z6, Z7: 1923–1926
Der C1 hatte 23 Sitzplätze bei einem Radstand von 4337 mm und einer Gesamtlänge von 6426 mm. Die Fahrzeughöhe betrug 2438 mm. Der C1 hatte einen Vierzylindermotor mit 30/32 PS. Der G5 hatte 28 Sitzplätze bei einem Radstand von 4610 mm und einer Gesamtlänge von 7518 mm. Die Fahrzeughöhe betrug 2565 mm. Der G5 hatte einen Vierzylindermotor mit 36/40 PS. Der G7 hatte 33 Sitzplätze bei einem Radstand von 4826 mm bei einer Gesamtlänge von 7925 mm. Die Fahrzeughöhe betrug 2565 mm. Der G7 hatte einen Vierzylindermotor mit 36/40 PS.

### 1925–1942

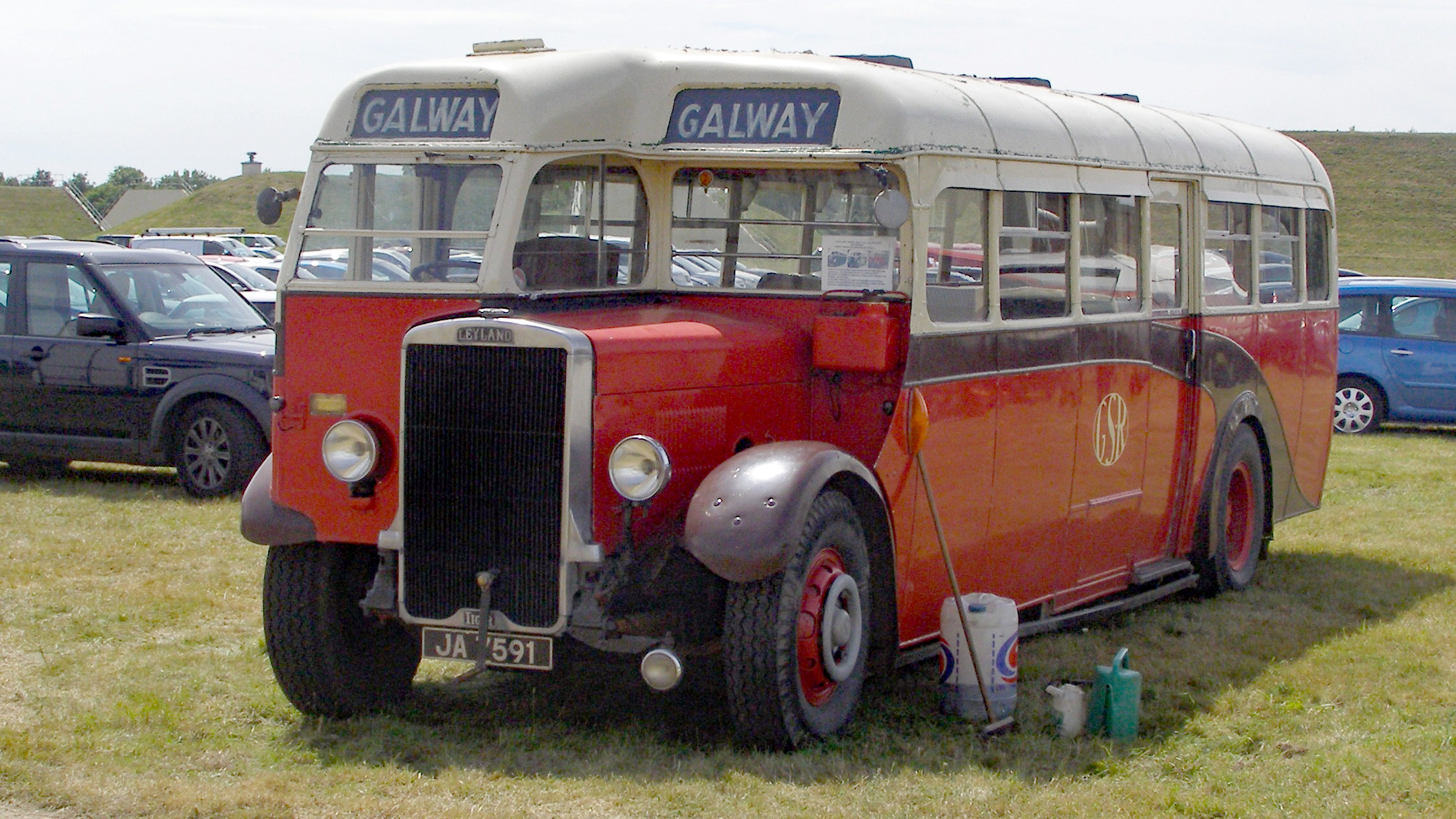
Leyland Tiger 1936

Leviathan: 1925–1927
Leopard: 1926
Leveret: 1926–1928
Lioness: 1926–1934
Lion: 1926–1940
Tiger (Fahrgestell mit Frontmotor für Eindeckbusse): 1927–1942
Titan (Fahrgestell mit Frontmotor für Doppeldeckerbusse): 1927–1942
Titanic: 1927–1939
Tigress: 1934–1939
Badger: 1930–1936
Cub: 1931–1940
Cheetah: 1935–1940
Gnu: 1937–1939
Panda: 1940

### Nach 1945

#### Doppeldeckerbusse
- Titan: 1945–1969
- Lowlander: 1961–1966
- Atlantean: 1956–1986
- Fleetline, Konkurrenzmodell zum Atlantean: 1973–1980 (von Daimler übernommen)
- Titan (B15): 1974–1984 (Komplettbus mit selbsttragender Karosserie)
- Victory Mk 2: 1978–1981, gebaut in der Guy-Fabrik in Wolverhampton
- Olympian: 1979–1993
- Lion: 1985–1988

#### Eindeckbusse
- Leyland Tiger: 1948–1968
- Comet: 1948–1971
- Olympic: 1949–1971
- Royal Tiger: 1950–1955
- Worldmaster: 1955–1979
- Tiger Cub: 1952–1969
- Olympian: 1953–1958
- Leopard: 1959–1982
- Lion: 1960–1965
- Royal Tiger Cub: 1960–1968
- Panther: 1964–1972
- Panther Cub: 1964–1968
- National/National 2: 1969–1985
- Cub: 1979–1987

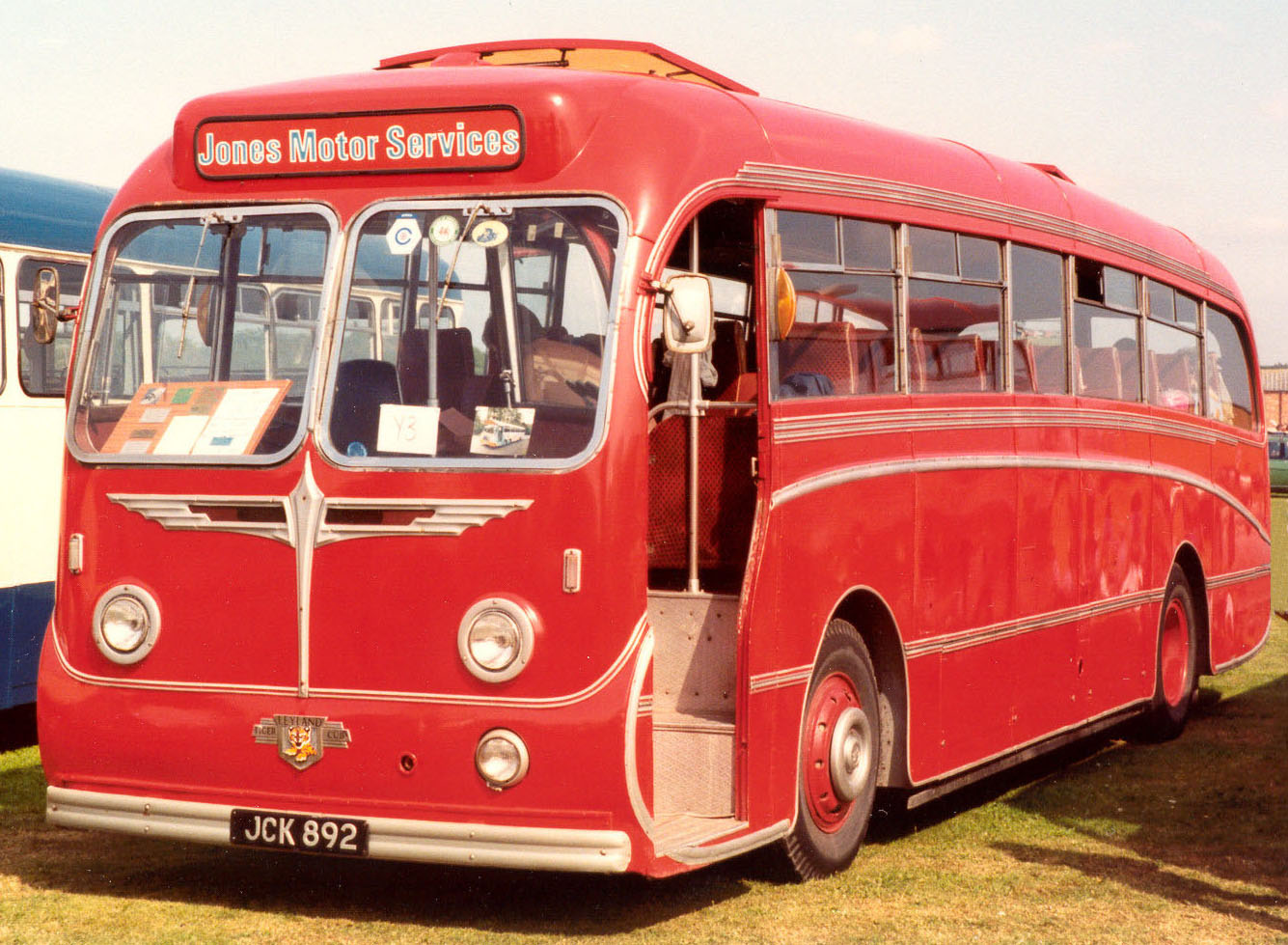
1956 Leyland Tiger Cub mit Aufbau von Burlingham

- Tiger (mit Unterflurmotor zwischen den Achsen): 1979–1992
- B21: 1975–1983
- Royal Tiger (B50/B54): 1982–1987
- Lynx: 1984–1992
- Swift: 1987–1991

## Liste der Leyland Lastkraftwagen

### 1920er Jahre
- Q-type 4 ton
- SQ2 7 ton
- SWQ2 10-ton six-wheeler (Dreiachser)
- Bull
- Leyland Madion
- Trojan

Der Trojan hatte einen Motor der 24 PS bei 1500 1/min leistete.
Das Fahrzeug wurde stets mit Vollgummibereifung ausgeliefert.

### 1930er Jahre
- Leyland Beaver
- Bison
- Buffalo
- Bull
- Hippo
- Octopus 22-ton eight-wheeler (Vierachser)
- Steer
- Lynx
- Cub
- Badger

### 1940/50er Jahre

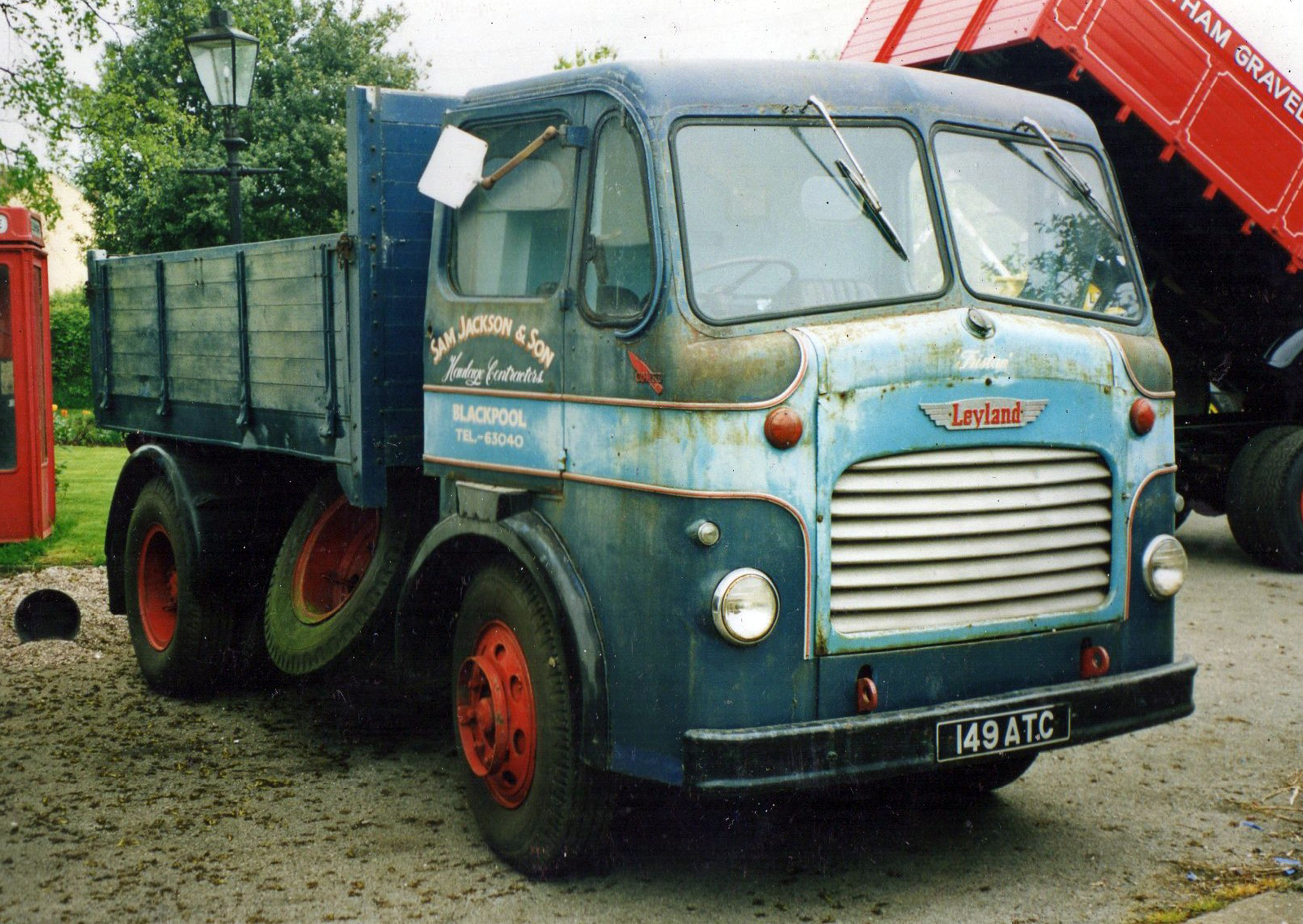
1956 Leyland Comet

- Comet
- Hippo
- Beaver

### 1960er Jahre
- Leyland 90

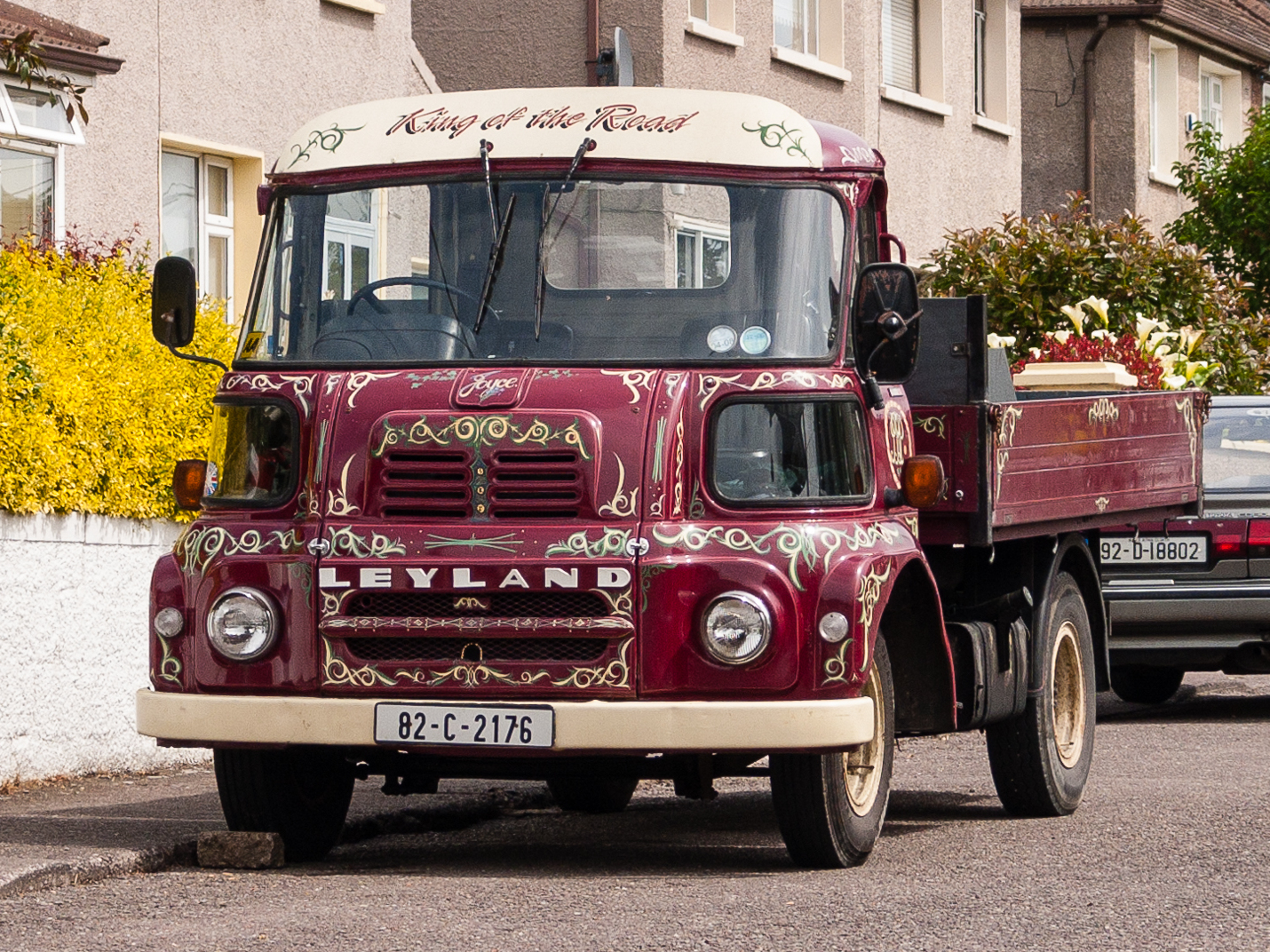
Leyland FG in Bishopstown, Co. Cork

- Beaver (unter anderem Sattelzugmaschine 14 BT. 17R/L[6])
- Comet
- Steer
- Gas Turbine (mit Gasturbinenantrieb)[7]
- FG

### 1970er Jahre
- Mastiff[8]
- Terrier
- Boxer
- Clydesdale
- Marathon

### 1980–2001
- Roadtrain
- Constructor
- Cruiser
- Freighter
- Roadrunner
- Leyland DAF 45/55
- Leyland DAF 65/75
- Leyland DAF 85
- Leyland DAF 95

## Produktionszahlen Leyland Motors LKW
Produktionszahlen 1968 und 1972 bis 1977 sowie 1998 bis 2012:
| Jahr | 1968    |  | 1972    | 1973    | 1974    | 1975    | 1976    | 1977    |
| ---- | ------- |  | ------- | ------- | ------- | ------- | ------- | ------- |
| LKW  | 161.706 |  | 131.206 | 128.498 | 116.147 | 125.109 | 112.722 | 114.134 |

| Jahr | 1998  | 1999  | 2000  | 2001  | 2002   | 2003   | 2004   | 2005   | 2006   | 2007 | 2008   | 2009  | 2010 | 2011   | 2012   |
| ---- | ----- | ----- | ----- | ----- | ------ | ------ | ------ | ------ | ------ | ---- | ------ | ----- | ---- | ------ | ------ |
| LKW  | 9.164 | 8.013 | 9.688 | 9.719 | 10.788 | 12.316 | 14.296 | 16.277 | 16.954 | ?    | 24.662 | 8.201 | ?    | 14.568 | 14.685 |
| Bus  |       |       | 45    | 36    |        |        |        |        |        |      |        |       |      |        |        |